# 工藤喜作
工藤 喜作（くどう きさく、1930年 - 2010年）は、日本の哲学研究者。スピノザを研究した。

## 来歴
神奈川県横浜市生まれ。東京教育大学大学院博士課程中退。1967年「スピノザの汎神論研究」で文学博士。東海大学文学部講師、助教授を経て、1971年に神奈川大学外国語学部助教授、教授、1983年筑波大学教授、1993年定年退官、1994年目白大学人文学部教授。2000年副学長、2008年名誉教授。

## 著書
- 『スピノザ哲学研究』（東海大学出版会） 1972、新装復刻 学樹書院 2015
- 『スピノザ』（講談社、人類の知的遺産 35） 1979.10
- 『スピノザ 人と思想』（清水書院） 1980.10、新装改版 2015

## 編
- 『哲学思索と現実の世界』（創文社） 1994
- 『スピノザと政治的なもの』（桜井直文共編、平凡社） 1995.5

## 翻訳
- 『ドストエフスキー 宗教的思想家』（ワルター・ニック、信太正三共訳、理想社、実存主義叢書） 1964
- 『エティカ』（斎藤博共訳、中央公論社、世界の名著 スピノザ） 1969
  - 『エティカ』（中央公論新社、中公クラシックス） 2007
- 『スピノザの生涯』（J・フロイデンタール、晢書房） 1982.2
- 『スピノザと表現の問題』（ジル・ドゥルーズ、法政大学出版局、叢書・ウニベルシタス） 1991.10、新版 2014